# Honegger
Honegger ist ein deutscher Familienname, der vor allem in der Schweiz auftritt.

## Namensträger
- Andrée Vaurabourg-Honegger (1894–1980), französische Pianistin und Musikpädagogin
- Arthur Honegger (1892–1955), französisch-schweizerischer Komponist
- Arthur Honegger (Journalist, 1924) (1924–2017), Schweizer Schriftsteller, Journalist und Politiker (SP)
- Arthur Honegger (Journalist, 1979) (* 1979), Schweizer Journalist, Fernsehmoderator und Autor
- Arthur Felix Honegger (1907–1960), Schweizer Geologe
- Beat Döbeli Honegger (* 1970), Schweizer Informatikdidaktiker
- Blanche Honegger (1909–2011), schweizerisch-amerikanische Violinistin und Dirigentin
- Bonaventura Honegger (1609–1657), Schweizer Benediktiner, Abt von Muri
- Caspar Honegger (1804–1883), Schweizer Unternehmer
- Claudia Honegger (* 1947), Schweizer Soziologin
- Cornelia Hesse-Honegger (* 1944), Schweizer Malerin
- Denis Honegger (1907–1981), Schweizer Architekt
- Doug Honegger (* 1968), kanadisch-schweizerischer Eishockeyspieler und Spielervermittler
- Elise Honegger (1839–1912), Schweizer Frauenrechtlerin
- Emil Honegger (1892–1983), Schweizer Maschinenbauingenieur
- Eric Honegger (* 1946), Schweizer Politiker (FDP) und Manager
- Fritz Honegger (1917–1999), Schweizer Politiker (FDP)
- Gitta Honegger (* 1942), US-amerikanische Dramaturgin, Regisseurin und Theaterwissenschaftlerin
- Gottfried Honegger (1917–2016), Schweizer Maler und Plastiker
- Heinrich Honegger (Unternehmer) († 1866), Schweizer Unternehmer
- Heinrich Honegger (Jurist, 1832) (1832–1889), Schweizer Jurist, Richter und Politiker
- Heinrich Honegger (Jurist, 1862) (1862–1940), Schweizer Jurist und Richter
- Heinrich Honegger (Fussballspieler), Schweizer Fußballspieler
- Heinrich Honegger (Mediziner) (1925–1985), deutscher Augenarzt und Hochschullehrer
- Heinrich Honegger-Näf (1843–1907), Schweizer Architekt
- Heinz Honegger (* um 1940), Schweizer Badmintonspieler
- Hermann Honegger (1845–1927), Schweizer Entomologe
- Jean-Jacques Honegger (1903–1985), Schweizer Architekt
- Johann Heinrich Bühler-Honegger (1833–1929), Schweizer Industrieller und Politiker
- Johann Jakob Honegger (1825–1896), Schweizer Kulturhistoriker
- Johannes Honegger (1832–1903), Schweizer Unternehmer
- Jürg Honegger (* um 1940), Schweizer Badmintonspieler
- Karl Lukas Honegger (1902–2003), Schweizer Maler und Plastiker
- Kaspar Honegger (1820–1892), Schweizer Unternehmer
- Klara Honegger (1860–1940), Schweizer Frauenrechtlerin
- Marc Honegger (1926–2003), französischer Musikwissenschaftler und Chorleiter
- Max Honegger (1860–1955), deutscher Maler, Illustrator und Buchgestalter
- Natascha Honegger (* 1997), schweizerisch-brasilianische Fußballtorhüterin
- Otto Honegger (Architekt) (1876–1934), Schweizer Architekt
- Otto C. Honegger (* 1945), Schweizer Journalist und Dokumentarfilmer
- Paul Honegger (um 1590–1649), deutscher Maler
- Peter Honegger (* 1951), Schweizer Schauspieler und Zauberkünstler
- Pierre Honegger (Architekt) (1905–1992), Schweizer Architekt
- Pierre Honegger (Rennfahrer) (* 1944), US-amerikanischer Automobilrennfahrer
- Roger Honegger (* 1964), Schweizer Radrennfahrer
- Robert Honegger (1907–1974), Schweizer Architekt
- Salomon Honegger (1774–1830), Schweizer Unternehmer
- Sylvia Honegger (* 1968), Schweizer Skilangläuferin
- Thomas Honegger (* 1965), deutscher Anglist und Hochschullehrer
- Wilhelm Honegger (1781–1847), Schweizer Druckereiunternehmer
- Willy Honegger (* 1954), deutsch-schweizerischer Komponist und Musiklehrer